# Historical Materialism
Historical Materialism – Research in Critical Marxist Theory ist eine interdisziplinäre marxistische Zeitschrift, die im vierteljährlichen Turnus in London im Brill Verlag erscheint.
Das Journal startete 1995 als ein Projekt an der London School of Economics and Political Science. Aus dem Projekt heraus hat 1997 eine Gruppe von Doktoranden das Journal Historical Materialism gegründet. Anlass war deren Feststellung, dass das Interesse am neomarxistischen zwar gewachsen sei, es jedoch an vernetzten Informationen fehle. Die Herausgeber sind eine Gruppe junger, relativ unbekannter Wissenschaftler, und Dozenten (Lecturers, Readers, Assistant Professors).
Dem wissenschaftlichen Beirat gehören weltweit bekannte und marxistisch orientierte Wissenschaftler an, unter ihnen Elmar Altvater (Berlin), Michael Burawoy (Berkeley) Alex Callinicos (London), Mario Candeias (Berlin), Terry Eagleton (Manchester), Maurice Godelier (Paris), David Harvey (New York), Frigga Haug (Esslingen), Wolfgang Fritz Haug (Esslingen), Bob Jessop (Lancaster), Marcel van der Linden (Amsterdam) Antonio Negri (Paris/Venedig), Moishe Postone (Chicago), Erik Olin Wright (Madison).
In einer Eigendarstellung erheben die Herausgeber zu ihrem Leitmotto die (ergänzte) Marxsche Devise: „the 'merciless criticism of everything that exists’: for us that includes Marxism itself“.
Seit 2004 wird ein Mal jährlich im November eine internationale, mehrtägige Konferenz zu einem spezifischen Thema in London abgehalten. Auf dieser wird der Isaac and Tamara Deutscher Memorial Prize verliehen. Außerdem wird seit 2002 eine Historical Materialism Book Series herausgegeben, die ebenso wie die Zeitschrift im Brill Verlag erscheint. Im Rahmen dieser Reihe werden auch internationale Buchbeiträge in die Englische Sprache übersetzt. Eine Taschenbuchausgabe erfolgt im Verlag Haymarket Books. Bei Brill sind mehr als 350 Bände der Reihe erschienen.

## Weblink
- Homepage. Historical Materialism, abgerufen am 31. Januar 2012.